# 短柄鸡眼藤
短柄鸡眼藤（学名：Morinda brevipes），为茜草科巴戟天属下的一个植物种。